# Csík István
Csík István (Budapest, 1930. július 30. – 2022. június 23.) Munkácsy Mihály-díjas (1972) magyar festő, egyetemi tanár.

## Életpályája
Szülei: Csík István és Orosz Irén voltak. 1949–1954 között a Magyar Képzőművészeti Főiskola hallgatója volt, ahol Kmetty János, Pap Gyula és Hincz Gyula tanította. 1957-től számos hazai és külföldi kiállításon vett részt. 1965-ben Rómában, 1978-ban pedig Hollandiában volt ösztöndíjas. 1971–2000 között az Iparművészeti Főiskola tanára volt. 1974–1978 között a Szentendrei művésztelep tagja volt.
Festészetét szigorú formaépítés, a térproblémák keresése jellemezte; napjainkból vett témáit erősen stilizálva, dekoratív megoldásban adta elő.

## Kiállításai

### Egyéni
- 1971, 1994 Budapest
- 1976 Tápiószele
- 1983 Vác
- 1987 Szeged

### Csoportos
- 1962 Budapest
- 1963 Párizs

## Művei
- Balatoni arabeszk (1987)
- Tájkép (1997)
- Kertben (1999)
- Parkban I. (1999)
- Erkély (2000)
- Balatongyöröki táj-1.-2. (2000)
- Konstrukció 5. (2002)
- Balaton I. (2002)
- Kompozíció I.-III. (2002)
- Térkonstrukció 2. (2002)
- Térkonstrukció 1. (2003)
- Konstrukció 3. (2004)
- Tájkonstrukció 3. (2004)
- Balatoni táj (2004)
- Piros-fehér-zöld